# Richard Kuenzer
Richard Kuenzer (né le 6 septembre 1875 à Fribourg-en-Brisgau - mort le 23 avril 1945 à Berlin) est un juriste et un diplomate allemand.
En raison de sa résistance vis-à-vis du régime nazi, il est assassiné en 1945.